# Семилукские Выселки
Семилукские Выселки (Берёзовка) — бывший посёлок в 2011 году вошедший в состав Воронежа. Административно подчинён Левобережному району города. Один из пяти бывших населённых пунктов на территории микрорайона Масловка. Упразднённое село Новоусманского района.

## География
Высота над уровнем моря — 105 метров. Площадь — 1,31 км².

## История
Основали переселенцы из села Семилуки, откуда и название.
На карте Воронежского наместничества 1780 года на этом месте отмечен хутор. В 1859 году в нём было только 8 дворов. Во второй половине XIX века посёлок стал увеличиваться за счёт прибывавших сюда новых поселенцев. В 1900 году здесь было 96 дворов. Тогда же за поселением закрепилось название Семилукские Выселки.
В 1930-е годы во время коллективизации на селе было образовано пять колхозов: «Пролетарская сила», «Красный хлебороб» и др.
В Великую Отечественную войну из села на фронт ушло 203 человека, вернулось 70. 28 июня 1942 года фронт подошёл к городу Воронежу и к селу. Мирные жители были эвакуированы в Красный Лиман.
Сёла Берёзовка, Масловка и Таврово образовали участок оборонительной линии. На ней воинские подразделения Советской Армии сражались за Шиловский плацдарм.
После освобождения жители стали возвращаться и с весны 1943 года начинается восстановление села.
В 1954 году село вошло в состав Новоусманского района и выведена из Гремячинского района.
В 1957 году совхоз «имени Н. С. Хрущёва» вошёл в состав совхоза «Воронежский»
В 1972 году совхоз стал Вторым отделением производственного птицеводческого объединения совхоза «Воронежский».
В 1993 году село входит в состав Левобережного района города Воронежа.
В 2011 село упразднено и вошло в состав города Воронежа.

## Население
На 1 января 1905 года в селе насчитывалось 103 двора с количеством населения: 258 мужского пола и 281 женского пола.

## Инфраструктура
На 1 января 1905 года в селе значилась одна земская школа, где обучалось 35 мальчиков и 10 девочек.
В 1954 году село было электрифицировано.
В с. Семилукские Выселки находится братская могила № 418 г. Воронежа. Захоронение № 418 создано в феврале 1942 года в центре села Берёзовка (в настоящее время село Семилукские Выселки). На братской могиле установлен памятник по проекту скульптора Савчук Галины Петровны предположительно в 1970-е годы.
В 2014 году были проведены ремонтно-восстановительные работы и благоустройство прилегающей территории.